# Ernst Ruge

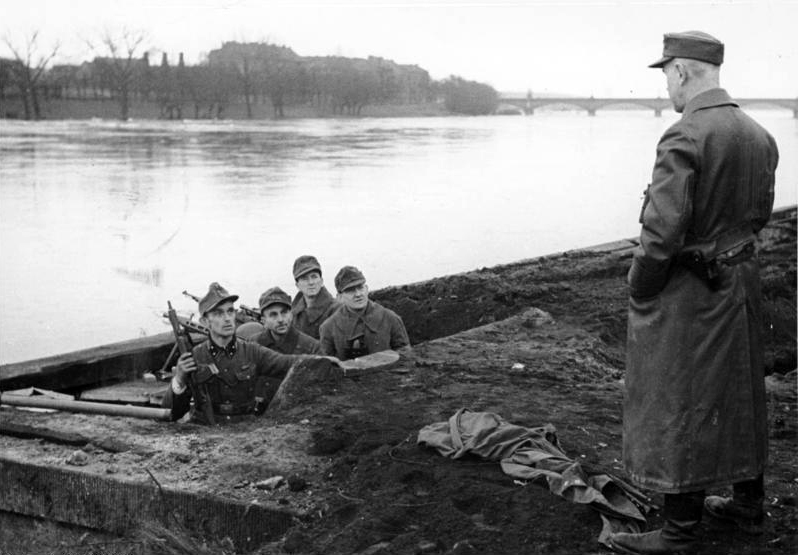
Obrona Frankfurtu nad Odrą przez batalion Volkssturmu na krótko przed objęciem władzy przez dr. Ernsta Ruge

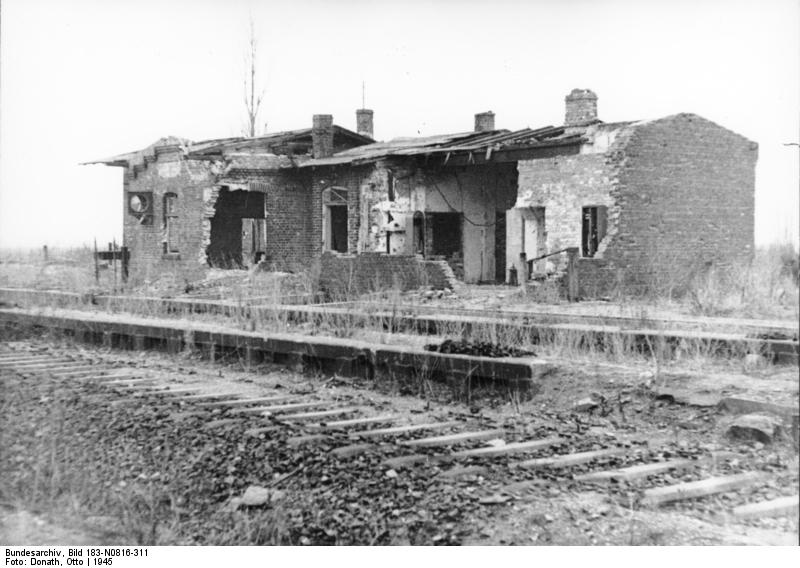
Głównym zadaniem nadburmistrza dr. Ruge była odbudowa Frankfurtu nad Odrą zniszczonego w czasie wojny

Ernst Ruge (ur. 1878, zm. 3 września 1953 w Baden-Baden) – niemiecki lekarz, polityk Socjaldemokratycznej Partii Niemiec (SPD), samorządowiec, pierwszy nadburmistrz Frankfurtu nad Odrą po zajęciu miasta przez Armię Czerwoną w 1945; następca nazistowskiego nadburmistrza polskiego pochodzenia - Viktora von Podbielskiego; urzędował do 1946, kiedy to zastąpił go Oskar Wegener (SED).

## Życiorys
Był doktorem medycyny i politykiem SPD. Pierwszy powojenny nadburmistrz Frankfurtu nad Odrą (Sowieci powierzyli mu to stanowisko 27 kwietnia 1945). Swoją siedzibę urządził w budynku przy ulicy Halbe Stadt 7, w sąsiedztwie własnego domu.
29 kwietnia podzielił miasto na 3 okręgi administracyjne:
- 1. Bezirksbürgermeisteramt - od 25 maja kierownik Oskar Wegener (późniejszy nadburmistrz) - siedziba przy Gertraudenplatz;
- 2. Bezirksbürgermeisteramt - kierownik Irmgard Paetsch - siedziba w Steingutfabrik Paetsch przy Küstriner Straße (dzisiaj Herbert-Jensch-Straße);
- 3. Bezirksbürgermeisteramt - kierownik Martin Kußmann.

Nowy nadburmistrz Frankfurtu nad Odrą stanął przed sporymi wyzwaniami. Miasto wymagało odgruzowania i odbudowania po zawierusze wojennej (nalotach aliantów i zniszczeniach dokonanych przez Armię Czerwoną). Wielu mieszkańców pozostawało bez dachu nad głową, do miasta wciąż napływali jeńcy oraz ludność cywilna wypędzona ze swoich domów na ziemiach na wschód od Odry.
4 maja 1945 wzniesiono prowizoryczny, drewniany most przez Odrą w okolicach Lebuser Mauerstraße, zaś 8 maja wznowiono ruch kolejowy do Berlina.
25 maja wschodnią dzielnicę Frankfurtu nad Odrą - Dammvorstadt objęły polskie władze, które uczyniły z niej odrębne miasto - Słubice. 15 czerwca Ruge zarządził odbudowę linii tramwajowych na terenie miasta.
W styczniu 1946 władze Frankfurtu z Ruge na czele otrzymały polecenie zakwaterowania i utrzymywania w areszcie domowym księżniczki Hermine von Schönaich-Carolath, wdowy po ostatnim cesarzu Niemiec Wilhelmie II. Umieszczono ją wówczas na dobrach ziemskich przy Blumenthalstraße 4, zmarła rok później.
Ruge ustąpił we wrześniu 1946 i prowadził praktykę lekarską. Przeniósł się do Baden-Baden, gdzie zmarł 3 września 1953. Imieniem Ernsta Ruge nazwano później jedną z ulic Frankfurtu nad Odrą.